# پلی‌آمین

پوترسین

کاداورین

اسپرمیدین

spermine

پلی‌آمین‌ها (به انگلیسی: Polyamine) یک گروه از ترکیبات آلی با حداقل دو گروه آمین –NH
۲ هستند. این ترکیب‌ها بسیار متنوعند و کارکردهای متعددی دارند. از جمله پلی‌آمین‌های زیستی می‌توان به اسپرمیدین و از پلی‌آمین‌های ساختنی می‌توان به داروی پیپرازین اشاره کرد.